# デヴィッド・ファーニッシュ
デヴィッド・ジェームス・ファーニッシュ（David James Furnish、1962年10月25日 - ）はカナダ人映画制作者で、以前は広告代理店の幹部であった。現在は映画監督であり『Tantrums and Tiaras』の監督として最もよく知られている。デヴィッド・ファーニシュと表記されることもある。イギリスで同性同士の準婚関係を認めるシヴィル・パートナーシップ法でエルトン・ジョンと事実上の同性婚をした。

## 経歴
カナダのオンタリオ州スカーバローでジャック・ファーニッシュ（ブリストル・マイヤーズ元重役）とグラディス・ファーニッシュ（元主婦）の間に生まれた。兄・ジョンと弟・ピーターがいる。1981年、Sir John A. Macdonald Collegiate Instituteを卒業し、1985年、ウェスタンオンタリオ大学のRichard Ivey School of Businessで経営学学士号を取得した。彼は広告代理店Ogilvy & Matherに就職し、その後ロンドンに移り役員となった。
1993年10月30日、エルトン・ジョンの家でのディナー・パーティに共通の友人を介して招待された。初めはジョンに良い印象をもっておらず、ジョンとの夕食はつまらないのではないかと心配したが、それとは逆にファーニッシュは楽しむことができ、またジョンに興味を持った。共に惹かれ合い、ジョンは彼の電話番号を聞き後日プライベートに食事をした。
1994年、ファーニッシュはジョンとの生活のため辞職した。
映画に興味もあり、ファーニッシュはBritish Film Instituteに入った。彼は現在ジョンが所属するRocket Picturesの長である。
ファーニッシュはTatler誌の編集をしつつ、Interview誌とGQ誌に定期的にコラムを寄せている。
現在エルトン・ジョン・エイズ基金の役員を務め、募金キャンペーンなどのイベントを催している。
2005年5月、オールド・ウィンザーの彼らの家の1つで家族や友達とのディナー・パーティの際ジョンからプロポーズされた。2005年12月21日、イギリスでシヴィル・パートナーシップ法が制定された日にオールド・ウィンザーで契約をした。2010年12月25日、彼らの息子としてザカリー・ジャクソン・リーヴォン・ファーニッシュ・ジョンがカリフォルニア州の代理母より7ポンド15オンスで誕生した。後見人は、アメリカのポップスシンガーであるレディー・ガガが選ばれた。

## 映画
- Tantrums and Tiaras - 監督（1997年）
- Women Talking Dirty - プロデューサー（1999年）
- Desert Flower - 共同プロデューサー（1999年）
- Kofi Annan: Center of the Storm - 製作総指揮（2002年）
- Fame and Fashion:  Inside Gucci - Sex and Fashion - 監督、脚本（2002年）
- Fame and Fashion:  Inside Versace - Fame and Fashion - 監督、脚本（2002年）
- It's a Boy Girl Thing - プロデューサー（2006年）
- Pride and Predjudice - プロデューサー（2009年にアナウンスあり）
- 『ノミオとジュリエット』Gnomeo and Juliet - プロデューサー（2011年）
- 『ビリー・エリオット ミュージカルライブ/リトル・ダンサー』Billy Elliot the Musical Live - 製作総指揮（2014年）
- Virtuoso - 製作総指揮（2015年）
- 『名探偵シャーロック・ノームズ』Sherlock Gnomes - プロデューサー（2018年）
- 『ロケットマン』Rocketman - プロデューサー（2019年）

## テレビ
- 『エルヴィス・コステロ ウィズ スペクタクル! ロック・ライブ・アンド・トーク』Spectacle: Elvis Costello with... - プロデューサー（2008年）

## 舞台
- 『リトル・ダンサー』Billy Elliot the Musical - 製作総指揮者（2005年3月）